# هووهاناوانک
هُوهاناوانک (به ارمنی: Հովհաննավանք) یک صومعه حواری ارمنی واقع در آشتاراک، ارمنستان می‌باشد. ساخت و ساز این ساختمان در میان سال‌های ۱۲۱۶ تا ۱۲۲۱ به وسیله شاهزاده واچه واچوتیان به پایان رسید. این بنا به سبک معماری ارمنی طراحی شده‌است.